# Le Gardien du temps
Pour plus de détails, voir Fiche technique et Distribution.
Le Gardien du temps (The Time Guardian) est un film australien de science fiction de série B, écrit et réalisé par Brian Hannant et sorti en 1987.

## Synopsis
Deux héros venant d'une ville futuriste assiégée par des créatures mutantes n'ont comme d'autre solution que de les envoyer dans le passé pour échapper à la destruction. Un des deux héros est joué par Carrie Fisher, plus connue pour son rôle en tant que la princesse Leia dans Star Wars.

## Fiche technique
- Titre : Le Gardien du temps
- Titre original : The Time Guardian
- Réalisation : Brian Hannant
- Scénario : John Baxter et Brian Hannant
- Musique : Allan Zavod
- Photographie : Geoff Burton
- Montage : Andrew Prowse
- Production : Robert Lagettie et Norm Wilkinson
- Société de production : Hemdale, FGH, International Film Management et Chateau
- Pays :  Australie
- Genre : Action, romance, science-fiction et thriller
- Durée : 87 minutes
- Dates de sortie : 
  -  Australie : 3 décembre 1987

## Distribution
- Tom Burlinson : Ballard
- Nikki Coghill : Annie
- Dean Stockwell : Boss
- Carrie Fisher : Petra
- Peter Merrill : Zuryk / membre du comité
- Tim Robertson : Sergeant McCarthy
- Jim Holt : Rafferty
- Thye Liew Wan : Sun-Wah
- Damon Sanders : Smith
- Tom Karpanny : Tracker
- Henry Salter : Prenzler
- Peter Healy : Wayne
- Adrian Shirley : Counihan